# Christian Lindner
Christian Wolfgang Lindner (Wuppertal, 7 januari 1979) is een Duits politicus en partijvoorzitter van de Freie Demokratische Partei (FDP). Hij is lid van de Bondsdag en was van 8 december 2021 tot 6 november 2024 minister van Financiën in het kabinet-Scholz.

## Biografie
Christian Lindner is afkomstig uit Noordrijn-Westfalen: hij werd geboren in Wuppertal en groeide op in Wermelskirchen. Van 1999 tot 2006 studeerde hij politicologie (met als bijvakken staatsrecht en filosofie) aan de Rheinische Friedrich-Wilhelms-Universiteit in Bonn. Tijdens zijn studie en in de periode erna was Lindner reservist bij de Luftwaffe. Hij werkte tevens als organisatieadviseur.
Lindner was tussen 2011 en 2020 getrouwd met journaliste Dagmar Rosenfeld. Hij verloofde zich in september 2021 met verslaggeefster Franca Lehfeldt met wie hij sinds juli 2022 getrouwd is. Lindner heeft geen kinderen.

### Politieke carrière in Noordrijn-Westfalen
Lindner was 16 toen hij zich in 1995 aansloot bij de liberale FDP. Bij de deelstaatverkiezingen van 2000 werd hij verkozen in de Landdag van Noordrijn-Westfalen, waar hij zich als 21-jarige het jongste parlementslid ooit mocht noemen. Vijf jaar later, bij de deelstaatverkiezingen van 2005, diende Lindner als campagneleider van zijn partij. De FDP leed verlies, maar slaagde erin samen met de CDU een coalitie te formeren onder minister-president Jürgen Rüttgers. Daarmee maakten de liberalen, na 25 jaar oppositie voeren, weer deel uit van de Landsregering van Noordrijn-Westfalen.
In 2009 stapte Lindner over naar de nationale politiek: hij stelde zich verkiesbaar voor de Bondsdagverkiezingen van dat jaar en nam vervolgens zitting in de Bondsdag in Berlijn. Van 2009 tot 2011 was hij secretaris-generaal van de FDP onder toenmalig partijleider Guido Westerwelle.
In 2012 werd hij benoemd tot voorzitter van de FDP in Noordrijn-Westfalen, en daarmee ook Spitzenkandidaat voor de deelstaatverkiezingen van dat jaar. Met 8,6% van de stemmen behaalde de partij bij deze verkiezingen een goed resultaat, maar regeringsdeelname kwam er niet. Lindner gaf zijn zetel in de Bondsdag op en keerde terug naar de Landdag, waar hij fractievoorzitter en een van de oppositieleiders werd.
Nadat de FDP er bij de Bondsdagverkiezingen van 2013 niet in geslaagd was de kiesdrempel te halen, kondigde bondsvoorzitter Philipp Rösler zijn ontslag aan. Op een partijconferentie in december 2013 werd Lindner, sinds eerder dat jaar vicevoorzitter, gekozen als de nieuwe leider. Hij werd sindsdien iedere twee jaar met ruime cijfers herkozen.
Bij de deelstaatverkiezingen van 2017 in Noordrijn-Westfalen was Lindner wederom Spitzenkandidaat. Deze keer kreeg de FDP 12,6% van de stemmen en vormden liberalen en christendemocraten een coalitieregering onder leiding van Armin Laschet (CDU). Lindner zelf nam geen plaats in deze regering, omdat hij zich wilde concentreren op de Bondsdagverkiezingen later dat jaar.

### Partijleider en minister
Als federaal partijleider was Lindner ook de Spitzenkandidaat voor de Bondsdagverkiezingen van 2017. De FDP wist haar resultaat ten opzichte van 2013 meer dan te verdubbelen tot 10,7% en keerde na vier jaar afwezigheid terug in de Bondsdag. Lindner verruilde zijn zetel in de Landdag voor die in de Bondsdag en werd daar verkozen tot fractievoorzitter. Lindner was een van de onderhandelaars voor de vorming van een nieuwe bondsregering (het kabinet-Merkel IV), maar op 19 november 2017 verklaarde hij dat de verkenningen waren mislukt met de woorden: "Het is beter niet te regeren dan verkeerd te regeren."
In februari 2020 raakte Lindner betrokken bij een politieke crisis in de deelstaat Thüringen, waar FDP-kandidaat Thomas Kemmerich met steun van de extreemrechtse AfD tot minister-president was gekozen. Lindner had deze benoeming aanvankelijk gesteund, hoewel in feite elke vorm van samenwerking met AfD als een taboe wordt beschouwd. De nationale ophef die hierop ontstond dwong Lindner af te reizen naar Erfurt om Kemmerich over te halen af te treden, waaraan hij tevens zijn eigen functie als partijvoorzitter verbond. Een grote meerderheid van het partijbestuur sprak vervolgens zijn vertrouwen in Lindner uit.
Bij de Bondsdagverkiezingen van 2021 was Lindner opnieuw Spitzenkandidaat. De partij steeg door naar 11,5% van de stemmen en veroverde 92 van de 736 zetels in de Bondsdag. In de hieropvolgende onderhandelingen voor de vorming van een nieuwe regering kreeg Lindner, samen met de leiders van Bündnis 90/Die Grünen, een sleutelrol in handen: zowel de liberalen als de Groenen waren nodig voor de formatie van een Verkeerslichtcoalitie (samen met de SPD) of een Jamaica-coalitie (samen met de CDU/CSU). De twee partijen konden zodoende bepalen met welke partij zij wilden regeren. Uiteindelijk werd gekozen voor de eerste optie en een regering gevormd onder leiding van bondskanselier Olaf Scholz (SPD). In het kabinet-Scholz, dat op 8 december 2021 aantrad, werd Lindner benoemd tot bondsminister van Financiën. Hij leidde in die functie het Bundesministerium der Finanzen.

### Conflict met Scholz en ontslag
De uitdagingen van de Verkeerslichtcoalitie door de coronapandemie, de oorlog in Oekraïne, de energietransitie, de energiecrisis en de inflatie leidden tot financiële en economische beleidsconflicten in de regering, waardoor de samenwerking meer onder druk kwam te staan. De SPD en Groenen drongen aan op nieuwe schulden voor investeringen, terwijl de FDP met Lindner als Financiën-minister voorop voor naleving van de schuldenrem, belastingverlichting en bureaucratievermindering stond. Een uitspraak van het Grondwettelijk Hof, in november 2023, waarin de geplande herverdeling van geld uit het Klimaat- en Transformatiefonds ongrondwettelijk werd verklaard, verminderde de financiële speelruimte en verergerde de conflicten.
Op 6 november 2024 kwamen Scholz, Lindner en Robert Habeck bijeen voor een crisisbijeenkomst om de al lang bestaande meningsverschillen in de Verkeerslichtcoalitie te bespreken. Daarin stelde de bondskanselier voor de schuldenrem op te schorten, wat Lindner verwierp, verwijzend naar zijn ambtseed en de grondwet. Omdat de meningsverschillen onoverkomelijk waren, stelde Lindner voor om in het voorjaar gezamenlijk en op een ordelijke manier nieuwe verkiezingen aan te kondigen. Scholz verwierp dit en verkondigde die avond dat hij bondspresident Frank-Walter Steinmeier zou vragen Lindner te ontslaan.
Lindner verscheen op 6 november 2024 ook voor de pers en uitte zijn verontwaardiging over de 'voorbereide verklaring' van de bondskanselier. Hij betoogde dat zijn toespraak duidelijk aantoonde dat Scholz nooit op overeenstemming mikte, maar eerder geïnteresseerd was in een 'berekende breuk in de coalitie'. De volgende dag legde Lindner op een andere persconferentie uit dat zijn daden gingen over ‘politieke staatsverantwoordelijkheid’ en over een stijl die politici onderling cultiveren ‘zodat de democratie niet wordt beschadigd’. In de dagen daarna werd duidelijk dat de breuk definitief was en dat Duitsland op 23 februari 2025 vervroegde verkiezingen krijgt.

### D-Day Affaire
In de weken voorafgaand aan de breuk tussen Lindner en Scholz werd in de Duitse media al gespeculeerd over een door een breuk die de FDP in de maak zou hebben. Op 28 november 2024 lekte een intern partijdocument uit, genaamd D-Day, verwijzend naar de slag van 6 juni 1944, waarin een stappenplan stond over hoe onrust bij de andere coalitiepartners te stoken om zo de regering te verlaten. Nadat Table Media over het strategiedocument had bericht, besloot Lindner het openbaar te maken, waarna de partij in het oog van de storm kwam te staan. FDP-secretaris-generaal Bijan Djir-Sarai vertrok, omdat hij het publiek onbedoeld verkeerd zou hebben geïnformeerd over een document waarmee hij niet vertrouwd was. Lindner zelf ging de media in om zijn kant van het verhaal te vertellen.

### Trivia
- In veel functies die hij bekleedde was Lindner de 'jongste ooit': op zijn 21e was hij het jongste lid van het parlement van Noordrijn-Westfalen, op zijn 30e was hij de jongste secretaris-generaal van de FDP ooit en op zijn 34e werd hij de jongste (bonds)voorzitter in de geschiedenis van de partij.
- De Duitse filosoof Peter Sloterdijk noemde hem in november 2021 het "grootste politieke talent van Duitsland in de afgelopen vijftig jaar".[10]

- Gemeinsame Normdatei: 139238794
- International Standard Name Identifier: 0000 0000 7888 4492
- Library of Congress Control Number: no2009157811
- Nationale Bibliotheek van Tsjechië: jx20120224017
- Nationale Bibliotheek van Polen: a0000003692004
- Système universitaire de documentation: 180047167
- Virtual International Authority File: 101478344
- WorldCat: E39PBJB4hHbjcVYjWRtRrCBgKd